# 面河ダム
面河ダム（おもごダム）は、愛媛県上浮穴郡久万高原町大字仙野、仁淀川水系割石川に建設された灌漑と工業用水および発電用の重力式コンクリートダムである。

## 道前道後へ用水
仁淀川水系割石川のダム上流には11ヵ所の堰がありそれらの流水により貯留された水は、石鎚山脈の山麓に隧道用水路を造り道前平野と道後平野に導水している。この隧道は東温市田桑の二級河川中山川の逆調整池まで流下し、逆調整池で道前平野側と道後平野側に分水されている。
道前平野側では逆調整池で放水され中山川の流水を中山取水堰から取り入れた後、両岸分水工で右岸の幹線水路と、左岸の幹線水路に分水している。
道後平野側では逆調整池に設置されている千原取水塔より取水し、隧道用水路により南北分水工で北部幹線水路と南部幹線水路にそれぞれ分水されている。
この分水嶺を越えて架かる水の連なりは「虹の用水」と呼ばれている。
ダム湖の北側は面河ダム公園として整備されている。

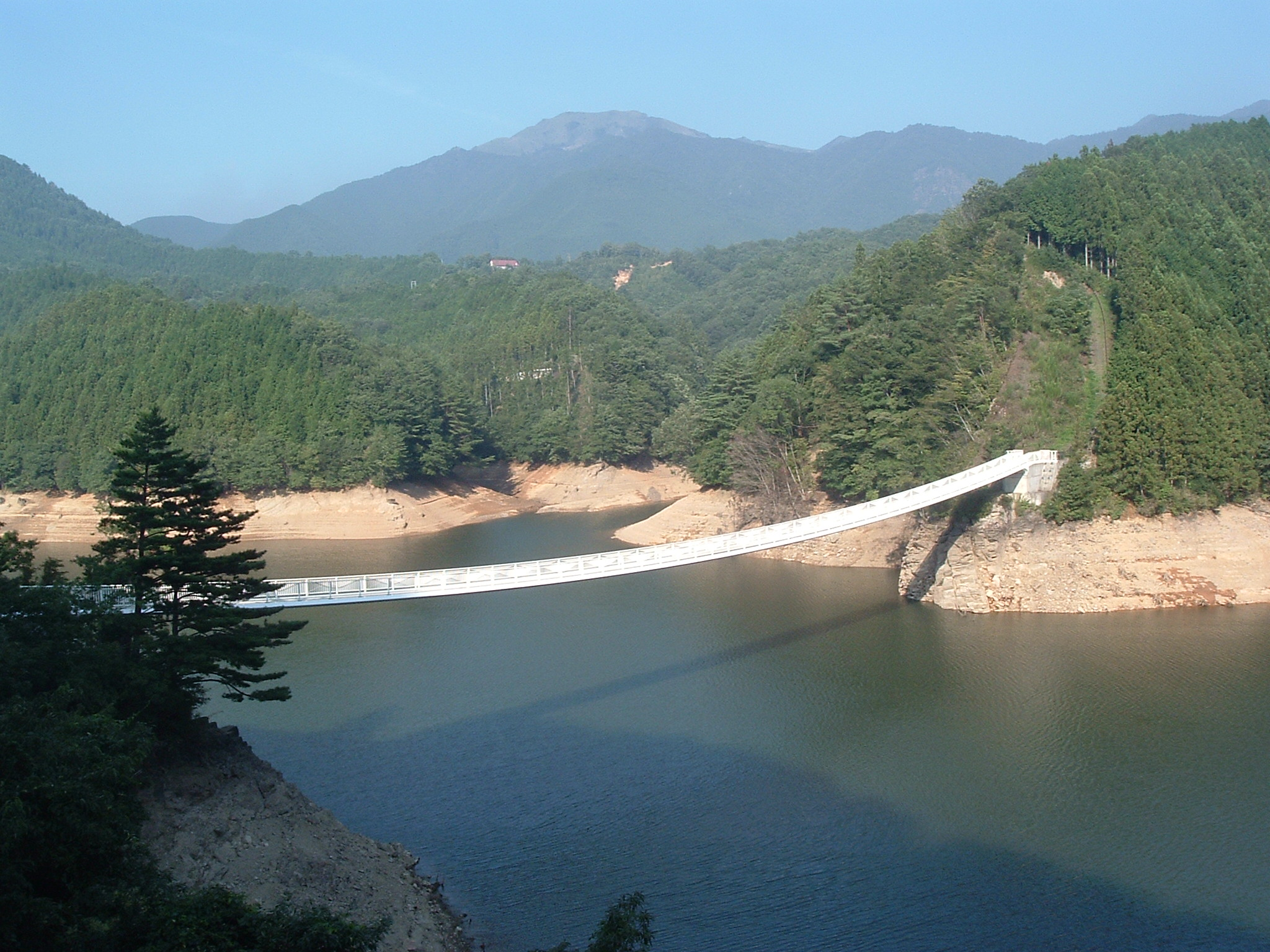
面河湖に架かる四季彩橋と奥に見える堂ヶ森
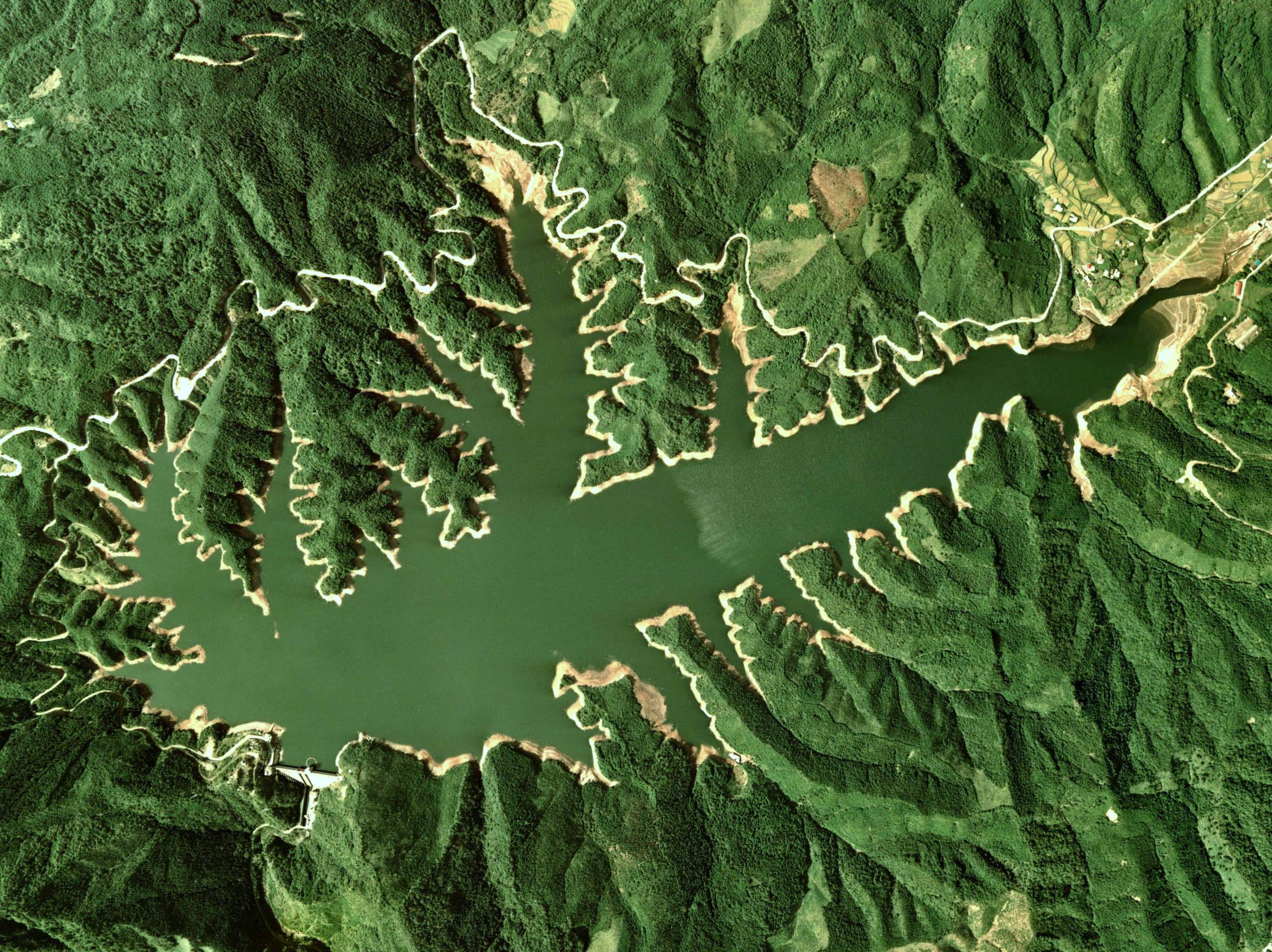
1975年に撮影された面河湖[2]。まだ四季彩橋は架けられていない。
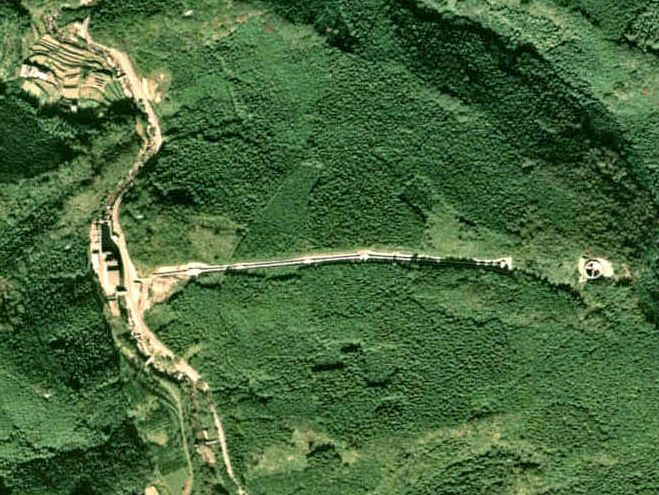
道前道後第二発電所